# Barna kutya

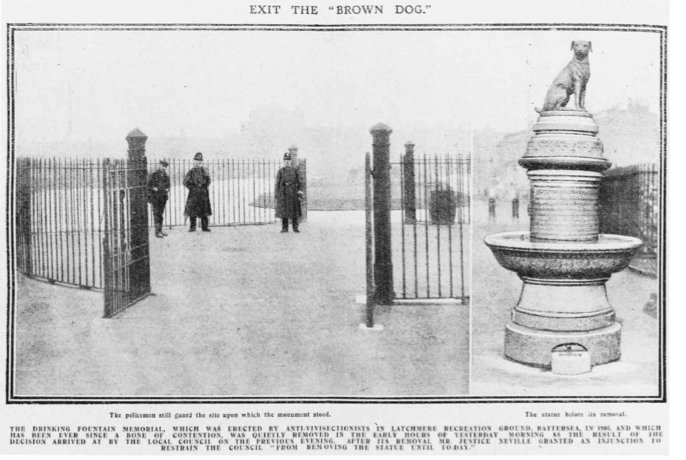
A Barna kutya eredeti szobra

A Barna kutya egy ismeretlen, élve felboncolt 6 kg-os kutya volt az Edward kori Londonban. 

## Története
A kutya eredete ismeretlen, épp úgy lehetett kóbor kutya, mint házikedvenc. 1903-ban William Bayliss egy előadás keretében élve felboncolta a kutyát, ezért néhány svéd élveboncolás elleni aktivista hallgatója feljelentette, az 1873-as állatvédelmi törvény megsértése miatt. Az eset tüntetésekhez, ellentüntetésekhez vezetett. 1906-ban az élveboncolás ellenes aktivisták a kutyának szobrot állítottak, amit a városi önkormányzat 1910-ben elbontatott, mivel többször megrongálták. 1985-ben a Barna kutya emlékére új szobrot állítottak.